# HR 7578
HD 10191+7654(также известная как V4200 Стрелеца и 242 G. Стрельца) — кратная звёздная система в экваториальном созвездии Стрельца. Звезда имеет видимую звёздную величину +6.18m, и, согласно шкале Бортля, видна невооружённым глазом на деревенско-пригородное небе (англ. Rural/suburban transition). Из измерений параллакса, полученных во время миссии Gaia, известно, что звезда удалена примерно на 46,01 св. лет (14,107 пк) от Земли. Звезда наблюдается южнее 67° с.ш., т.е. видна практически на всей территории обитаемой Земли, за исключением северных полярных областей. Лучшее время для наблюдения — июль.
Сама звезда движется с примерно с той же скоростью относительно Солнца, что и остальные звёзды: её радиальная гелиоцентрическая скорость: −7 км/с, что практически на 30% меньше скорости, местных звёзд Галактического диска, а также это значит, что звезда приближается к Солнцу.

## Свойства кратной системы
HR 7578 имеет два главных компонента: первый компонент — A является двойной звездой с видимой звёздной величиной +6.33m и спектрального класса K. Второй компонент — B является звездой c видимой звёздной величиной +10.68m и спектрального класса M. Они вращающиеся вокруг друг друга на расстоянии не менее 580 а.е..
HR 7578 является переменной типа BY Дракона. Это класс переменных звёзд, изменчивость которых исходит от звёздных пятен, аналогичных солнечным на поверхности звёзд. Яркость звезды, в процессе вращения, меняется на 0.07m. Период переменности длится 3,2 дня и, по-видимому, равен периоду  вращения звезды.
HR 7578 довольно молодая система: она, возможно, старше, чем Плеяды, но, возможно, моложе, чем Гиады. Возраст звезды очень не определён и лежит в пределах от 0,5 до 2 млрд. лет.

### Компонент A
HR 7578A состоит из 2 звёзд: HR 7578Aa и HR 7578Ab, которые вращаются друг вокруг друга с периодом, по крайней мере 46,816103 ± 0,000057 дн. или 0,128 лет. (Для сравнения, период обвращения Меркурия вокруг Солнца равен 87,9 дн.). Эксцентриситет орбиты весьма большой  —0,68640 ± 0,00028, т.е. примерно такой же как у Нереиды. Аргумент перицентра (ω ) двойной системы, т.е. угол между направлениями из притягивающего центра на восходящий узел орбиты и на перицентр (ближайшую к притягивающему центру точку орбиты небесного тела), равен 241,168 ± 0,046 °.
Обе звезды имеют минимальную массу 0,85 ± 0,03 {\displaystyle M_{\bigodot }}. Также обе звезды почти наполовину тусклее нашего Солнца, их светимость составляет  0,59 {\displaystyle L_{\bigodot }}. Для того чтобы планета, аналогичная нашей Земле, получала примерно столько же энергии, сколько она получает от Солнца, её надо было бы поместить на расстоянии 0,77 а.е., т.е. чуть дальше того места, где в Солнечной системе находится  Венера, чья большая полуось равна 0,72 а.е..
Обе звезды в системе HR 7578A  — карлики, спектрального класса K3V, что указывает на то, что водород в ядре звезды служит ядерным «топливом», то есть звезда находится на главной последовательности. Звезда излучает энергию со своей внешней атмосферы при эффективной температуре около 4774 К, что придаёт им характерный оранжевый цвет.
Обе звезды в системе HR 7578A  необычайно богаты металлами, демонстрируя большое количество цианида и натрия в своих спектрах .

### Компонент B
У HR 7578 также есть компаньон с общим собственным движением — 2MASS J19542064-2356398. Это звезда спектрального класса M5V, т.е. красный карлик.

## История изучения кратности звезды
Открывателем двойственности звёзд в системе HR 7578 считается Дж. Гершель, который разрешил звёзды до 1871 года (года его смерти). Сама звезда вошла в каталоги под именем HJ 2904, уже после его смерти в 1877 году. Затем у звезды был обнаружен второй спутник, который наблюдается с 1954 года. Согласно Вашингтонскому каталогу визуально-двойных звёзд, параметры этих компонентов приведены в таблице:
| Компонент | Год  | Количество измерений | Позиционный угол | Угловое расстояние | Видимая звёздная величина 1 компонента | Видимая звёздная величина 2 компонента |
| AB        | 1877 | 18+                  | 142°             | 18,3               | 6,33m                                  | 10,3m                                  |
| AB        | 1965 | 18+                  | 46°              | 31,5               | 6,33m                                  | 10,3m                                  |
| AB        | 2015 | 18+                  | 34°              | 45,8               | 6,33m                                  | 10,3m                                  |
| AС        | 1954 | -                    | 108°             | 41.5               | 6,33m                                  | 16,00m                                 |
| AС        | 2015 | -                    | 108°             | 41,6               | 6,33m                                  | 16,00m                                 |

Обобщая все сведения о звезде, можно сказать, что у звезды есть спутник — HR 7578 B и что звёзды движутся вместе в пространстве, то есть звёзды не просто находятся на линии прямой видимости, но связаны друг с другом гравитационно. К сожалению, ещё ни одна орбита не была рассчитана точно, что не позволяет провести проверку звёздных масс.
В середине XX века появились сведения о третьем компоненте — HR 7578 C, который имеет величину видимую звёздную величину 16,0m и отдалён от основной компоненты на величину 41,6 ", но пока эти сведения не имеют независимого подтверждения и возможно, что эта звезда просто оптически двойная, то есть звезда может просто находиться на линии прямой видимости и не связана с HR 7578 гравитационно.

## Ближайшее окружение звезды
Следующие звёздные системы находятся на расстоянии в пределах 20 световых лет от звезды HR 7578 (включены только: самая близкая звезда, самые яркие (<6,5m) и примечательные  звёзды). Их спектральные классы приведены на фоне цвета этих классов (эти цвета взяты из названий спектральных типов и не соответствуют наблюдаемым цветам звёзд):
| Звезда             | Спектральный класс | Расстояние, св. лет |
| Глизе 782          | K4p V              | 6.40                |
| Пси Козерога       | F5 V               | 9.83                |
| AT Микроскопа      | M4.5eV             | 15.96               |
| AU Микроскопа      | M0e V              | 18.65               |
| HR 7722            | K0 V               | 17.95               |
| Гамма Южной Короны | F8 V               | 19.25               |

Рядом со звездой, на расстоянии 20 световых лет, есть ещё порядка 25 красных,  оранжевых и  жёлтых карликов спектрального класса G, K и M,  а также 4 белых карлика которые в список не попали.